# Berlandiera humilis
Berlandiera humilis là một loài thực vật có hoa trong họ Cúc. Loài này được Small mô tả khoa học đầu tiên năm 1903.